# Jacques Lohmüller
Pour les articles homonymes, voir Lohmuller.
Jacques Lohmüller, né le 20 mars 1921 à Paris 12e et mort le 17 décembre 2010, est un coureur cycliste suisse, directeur technique du Tour de France de 1954 à 1972.

## Biographie
Après avoir fait ses études primaires en France, il part étudier le droit à Fribourg, à quelques kilomètres de Lausanne, où habitent ses grands-parents. Il débute le vélo en 1937 et s'engage au mois d'août dans le Championnat de Suisse universitaire à Lausanne.
En 1939, les événements le contraignent à arrêter ses études. Aussitôt rentré à Paris, il signe au VCL. En 1941/42, il est malade pendant environ 1 an, revient à la compétition  et gagne le Prix d'Auteuil de vitesse fin 1942. Il passe aux JPS en 1943. Il gagne la coupe du Matin  devant Marc Cautenet et Henri Sensever,. En 1944, il partage les victoires des épreuves de vitesse avec Cautenet et Sensever. La presse les appelle le Triumvirat. ils sont les meilleurs jeunes du sprint 1944. Lohmüller gagne le Grand Prix d'Île-de-France de vitesse, le Prix Alfred Riguelle, Grand Prix de Paris amateurs, en 1944. Il compte 25 victoires en 1944 et 6 en 1945.
En 1948, il se tourne vers le demi-fond. En octobre 1948 , il bat le record de l'heure derrière moto, entrainé par Daniel Lavalade, couvrant 70 km 882, au Vél' d'Hiv' .
Il participe aux  championnats du monde de demi-fond 1949 et en 1952 comme remplaçant.
Le 22 aout 1952, il établit le record du monde des 100 kilomètres derrière grosses motos sur piste couverte en 1 h 29 min 37 s 1/5 au Vél’ d’Hiv’ de Saint-Étienne,.
Après la fin de sa carrière cycliste en 1954, Jacques Lohmüller devient directeur technique du Tour de France et le reste pendant 18 ans. Il se tourne vers le journalisme et écrit dans le Parisien, L'Équipe et le Vélo-Journal.
En 1957, il anime l’École fédérale de demi-fond à La Cipale. Il est le rédacteur en chef du journal Route et Piste
En 1968, Lohmüller crée et dirige une association « Le Guidon d’Or » qui organise la Flèche d'or, contre-la-montre par équipes de deux coureurs.
Il est responsable de la rubrique des sports à L'Yonne Républicaine.

## Palmarès

### Championnat national
- Champion de Suisse de vitesse junior : 1940
- 3e du championnat de Suisse de vitesse amateurs en 1947
- 2e du championnat de Suisse de demi-fond en 1949 et 1950

### Grands Prix
- Prix Cautenet : 1943[14], 1944 janvier[15] et avril[16]
- Prix Ernest Kauffmann : 1944[17]
- Grand Prix d'Île-de-France de vitesse : 1944
- Prix Alfred Riguelle (Grand Prix de Paris amateurs) : 1944[18]
- 3e du Grand Prix Cyclo-Sport de vitesse : 1944